# Шмельцер, Генрих
Генрих Шмельцер (нем. Heinrich Schmelzer; 14 марта 1914, Нессельрёден, Гёттинген — 4 апреля 1985, Нессельрёден, Нижняя Саксония) — немецкий офицер войск СС, гауптштурмфюрер СС, кавалер Рыцарского креста Железного креста с Дубовыми листьями.

## Биография
Генрих Шмельцер родился 14 марта 1914 года в городе Нессельрёден. 14 марта 1935 года поступил в сапёрный штурмбанн частей усиления СС. В 1939 году стал командиром группы в 3-й роте сапёрного батальона СС. Генрих Шмельцер принял участие в Польской и Французской кампаниях, а также в боях на советско-германском фронте. Весной 1941 переведён в мотоциклетный батальон СС (в составе дивизии СС «Рейх»). С августа 1941 командир взвода в 3-й роте сапёрного батальона СС «Рейх». С лета 1942 — в штабе батальона. С лета 1943 командир 2-й роты своего батальона. В составе частей СС участвовал в боях во Франции и на советско-германском фронте. В составе 16-й роты боевой группы СС «Рейх» отличился в боях на юге России. Во время наступления в Арденнах командовал 1-й ротой 2-го сапёрного батальона СС «Рейх». С января 1944 командир 1-й роты 2-го сапёрного батальона СС, с которым участвовал в боях в Нормандии, наступлении в Арденнах. В апреле 1945 возглавил боевую группу в районе Гёрлитца-Дрездена. 26 мая 1945 сдался в плен американским войскам. 27 февраля 1947 года освобождён. Генрих Шмельцер умер в городе Нессельрёден 4 июля 1985 года.

## Чины
- Унтерштурмфюрер СС (9 ноября 1941)
- Оберштурмфюрер СС (20 апреля 1943)
- Гауптштурмфюрер СС (13 января 1944)

## Награды
- Железный крест (1939)
  - 2-й степени (1 июля 1940)
  - 1-й степени (27 июля 1940)
- Медаль «За зимнюю кампанию на Востоке 1941/42»
- Нагрудный знак «За участие в общих штурмовых атаках»
- Знак «за ранение»
- Нагрудный знак «За ближний бой»" в золоте
- Немецкий крест в золоте (27 октября 1942) — гауптшарфюрер СС, командир взвода в 3-й роте сапёрного батальона СС «Рейх»
- Рыцарский крест Железного креста с Дубовыми листьями
  - Рыцарский крест (12 марта 1944) — оберштурмфюрер СС, командир 16-й (сапёрной) роты боевой группы СС «Рейх»
  - Дубовые листья (№ 756) (28 февраля 1945) — гауптштурмфюрер СС, командир 1-й роты 2-го сапёрного батальона СС «Рейх»